# Shaula
Shaula (λ Sco / 35 Sco) es un sistema estelar situado en la constelación de Escorpio («El Escorpión»). A pesar de su designación Bayer «Lambda» (undécima letra del alfabeto griego) es, tras Antares (α Scorpii), el segundo punto más brillante de la constelación. Su nombre proviene del árabe الشولاء aš-šawlā´, «el aguijón».

## Componentes del sistema
Shaula aparece visualmente como una estrella múltiple con tres componentes: λ Scorpii A, de magnitud aparente +1.62, λ Scorpii B a una distancia de 42 segundos de arco, y λ Scorpii C, a una distancia de 95 segundos de arco de A. Se desconoce si las componentes B y C están físicamente asociadas a A.
Lambda Scorpii A es, a su vez, un sistema estelar triple. La componente principal, Shaula A o Shaula Aa, está catalogada como una subgigante azul de tipo espectral B2IV y una temperatura superficial de 25 000 K. Su radio es 6.2 veces mayor que el solar y su masa equivale a unas 11 masas solares, parámetros más en concordancia con una estrella de secuencia principal y no con una subgigante. Es además una variable pulsante de tipo Beta Cephei con dos períodos superpuestos de 0.2137 y 0.1069 días.
Shaula B orbita cada 2.96 años alrededor de la estrella principal, a una separación media real de 5.7 unidades astronómicas (au). Se la puede considerar una versión menor de Shaula A; su radio es 5.4 veces el solar y su masa es ocho veces la del Sol. Con una temperatura superficial de 21 000 K, es 5000 veces más luminosa que el Sol.
La tercera componente, denominada Shaula Ab, tiene un período orbital en torno a Shaula Aa de solo 5.9525 días, en una órbita excéntrica —a pesar de su proximidad— que hace que la separación entre las dos estrellas varíe entre 0.11 y 0.19 au. Con una masa estimada 1.8 veces mayor que la masa solar, Shaula Ab puede ser una estrella de neutrones, una enana blanca masiva o, quizás con mayor probabilidad, una estrella T Tauri aún en formación, dada la juventud del sistema, que es inferior a los 15 millones de años.
El sistema tiene una metalicidad —abundancia relativa de elementos más pesados que el helio— inferior a la solar ([M/H] = −0.24 ± 0.08).

## Distancia
Aunque la paralaje corregida del satélite Hipparcos (5.71 ± 0.75 milisegundos de arco) sitúa a Shaula a 570 años luz de distancia de la Tierra, otras observaciones sugieren que la distancia puede ser de solo 365 años luz, cifra sensiblemente menor.